# 紅邊
在電磁波譜中，紅邊是植被的反射率在近紅外線波段接近與紅光交界處快速變化的區域。植被中的叶绿素會吸收大部分的可見光，但對於波長700 nm以上電磁波是幾乎透明的。因此，植被的細胞結構是反射電磁波的主要部分，這是因為每個細胞的反射機制類似小型的角反射器。因此植物在680到730 nm電磁波反射率可從5%快速變化為50%。
這個現象可以用來解釋在紅外線攝影中植物葉片相當明亮的原因，並且被應用在植物生長狀態的植被指數上（例如常態化差值植生指標，NDVI）。在遥感中紅邊波段可用來監測植物活性，並且被建議作為偵測遙遠行星中是否有生物之用。
目前地球資源衛星中有德國的 RapidEye 和美國的 WorldView-2、WorldView-3 、歐洲太空總署的哨兵2号有紅邊波段。

## 外部連結
- Remote Sensing and GIS in Agriculture （页面存档备份，存于）
- Monitoring Vegetation From Space （页面存档备份，存于）